# Овербек, Христиан Адольф
Христиан Адольф Овербек (нем. Christian Adolph Overbeck; 21 августа 1755, Любек — 9 марта 1821, Любек) — германский поэт, переводчик, дипломат, просветитель. Некоторое время был мэром Любека.

## Биография
Родился в семье юриста. Образование получил в Катаринеуме. В 1773—1776 годах обучался на юридическом факультете Гёттингенского университета, одновременно посещал также лекции по математике, философии, истории, естествознанию. 16 октября 1776 года вступил в масонскую ложу. В 1788 году получил степень доктора права, в 1779 году получил назначение обергерихтспрокуратором в Любеке, в 1792 году — вторым синдиком в капитуле Любека. В начале 1800 года стал сенатором, в 1804 году был послом Любека в Санкт-Петербурге, в 1808—1809, 1810 и 1811 годах — послом в Париже. В период французской оккупации города благодаря своим дипломатическим связям был его казначеем. В 1814 году стал мэром Любека, получив на этом посту известность заботами о развитии образования.
Известен как автор песен, из которых многие стали народными. Сборники их: «Fritzchens Lieder» (1781); «Lieder und Gesänge» (1781), «Lehrgedichte und Lieder» (1786), «Vermischte Gedichte» (1794), «Anakreon und Sappho übersetzt» (1800). Выполнил также переводы ряда греческих и латинских од, французских драм и английских романов путешествий.